# Homoflexibilitet
Homoflexibilitet är en självidentifierad sexuell läggning som vanligtvis beskrivs med huvudsaklig attraktion till "samma kön med viss attraktion till det icke-föredragna könet". I kontinuumet av sexuella läggningar som består av homo-, bi- och heterosexualitet, hamnar heteroflexibilitet  mellan hetero- och bisexualitet samt homoflexibilitet mellan homo- och bisexualitet.
Homoflexibilitet såväl som heteroflexibilitet brukar liknas med bi-nyfikenhet, men att vara "flexibel" kan särskiljas med att inte nödvändigtvis vilja experimentera med sin sexualitet som vanligtvis definierar egenskaperna i bi-nyfikenhet.